# Tamara Müller
Tamara Müller (16 ottobre 1977) è un'ex sciatrice alpina svizzera.

## Biografia
Originaria di Unterägeri, la Müller esordì in Coppa Europa il 19 gennaio 1996 a Krompachy Plejsy in slalom gigante e in Coppa del Mondo il 17 gennaio 1999 a Sankt Anton am Arlberg in slalom speciale, in entrambi i casi senza completare la prova. In Coppa Europa ottenne il primo podio il 10 gennaio 2001 a Tignes in supergigante (3ª) e l'unica vittoria, nonché ultimo podio, il 6 marzo 2002 a Lenzerheide nella medesima specialità, mentre in Coppa del Mondo conquistò il miglior piazzamento il 15 gennaio 2003 a Cortina d'Ampezzo ancora in supergigante (4ª). Nelle medesime località e specialità disputò anche la sua ultima gara in carriera, la prova di Coppa del Mondo del 14 gennaio 2004 che chiuse al 44º posto; non prese parte a rassegne olimpiche o iridate.

## Palmarès

### Coppa del Mondo
- Miglior piazzamento in classifica generale: 56ª nel 2003

### Coppa Europa
- Miglior piazzamento in classifica generale: 8ª nel 2002
- 4 podi:
  - 1 vittoria
  - 2 secondi posti
  - 1 terzo posto

#### Coppa Europa - vittorie
| Data         | Località    | Paese    | Specialità |
| ------------ | ----------- | -------- | ---------- |
| 6 marzo 2002 | Lenzerheide | Svizzera | SG         |

Legenda:

SG = supergigante

### Campionati svizzeri
- 2 medaglie:
  - 1 oro (supergigante nel 2002)
  - 1 argento (supergigante nel 2001)